# Nuculanida
Ordre
Les Nuculanida (anciennement Nuculanoida) sont un ordre de bivalves protobranches.

## Liste des familles
Selon World Register of Marine Species (18 avril 2016) :
- super-famille Nuculanoidea H. Adams & A. Adams, 1858 (1854)
  - famille Cucullellidae P. Fischer, 1886 †
  - famille Isoarcidae Keen, 1969 †
  - famille Lametilidae Allen & Sanders, 1973
  - famille Malletiidae H. Adams & A. Adams, 1858 (1846)
  - famille Neilonellidae Schileyko, 1989
  - famille Nuculanidae H. Adams & A. Adams, 1858 (1854)
  - famille Phaseolidae Scarlato & Starobogatov, 1971
  - famille Polidevciidae Kumpera, Prantl & Růžička, 1960 †
  - famille Pseudocyrtodontidae Maillieux, 1939 †
  - famille Siliculidae Allen & Sanders, 1973
  - famille Strabidae Prantl & Růžička, 1954 †
  - famille Tindariidae Verrill & Bush, 1897
  - famille Yoldiidae Dall, 1908